# 宋农镇
宋农乡，是中华人民共和国重庆市秀山土家族苗族自治县下辖的一个乡镇级行政单位。

## 行政区划
宋农乡下辖以下地区：
龙凤社区、中山村、大土村、坪坝村和和平沟村。